# 民族党 (乌拉圭)
民族党（西班牙語：Partido Nacional），通称白党，是乌拉圭的一个中间偏右政党。该党为乌拉圭两大传统政党之一。

## 历史
该党创建于1836年8月10日。创始人曼努埃尔·奥里韦。由于奥里韦的军队以蓝色丝带饰于帽边作标志，后来退色变白，故俗称白党。
國家党主要代表农牧业主和天主教會势力的利益，与乌拉圭红党长期争夺政权，但影响较小。
在1863—1865年的乌拉圭内战中，白党和红党进行武装斗争以夺取政权。1872年正式将白党改名为民族党。
在2004年乌拉圭大选中，白党赢得国会众议院99席中的36席，参议院31席中的11席。总统候选人若热·拉腊尼亚加（Jorge Larrañaga）获得35.1%选票。白黨和紅黨敗選，同時成為反對黨至今。
2009年乌拉圭大选，国民党赢得国会众议院99席中的31席，参议院31席中的9席。总统候选人路易斯·阿尔贝托·拉卡列（Luis Alberto Lacalle）在10月25日获得29.07%选票。

## 主要派别
- 埃雷拉派（Herrerismo），又称民族主义派，奉行既不亲美也不亲苏的“第三立场”，在内地农民中有一定影响
- 保卫祖国运动派，以阿尔杜纳特为首，主张进行土地改革和金融改革
- 贝尔特兰派，同美国有联系，支持阿尔杜纳特派
- 全国土地运动派，以历史学家J·E·皮韦尔·德沃托为首